# A puritánok
A puritánok (teljes címén A skóciai puritánok [I Puritani di Scozia]) Vincenzo Bellini háromfelvonásos operája. A szövegkönyvét Carlo Pepoli  írta. Ősbemutatójára 1835. január  25-én került sor  Párizsban. Bellini utolsó operája nehéz feladat elé állítja az énekeseket. A tenor főszereplő szólamában számos magas c, d, sőt egy helyen f teszi szinte előadhatatlanná.

## Szereplők
| Szereplő                                                          | Hangfekvés   |
| ----------------------------------------------------------------- | ------------ |
| Lord Walton, kormányzó                                            | basszus      |
| Sir George, Walton fivére                                         | basszus      |
| Lord Arthur Talbot, Stuart-párti főúr                             | tenor        |
| Richard Forth, tiszt, a puritánok híve                            | bariton      |
| Brown, tiszt, a puritánok híve                                    | tenor        |
| Franciaországi Henriette (Villa Forte-i hölgy), I. Károly özvegye | mezzoszoprán |
| Elvíra, Lord Walton leánya                                        | szoprán      |
| Énekkar, katonák, harcosok, hírnökök, nemes hölgyek, apródok, nép |              |

## Cselekménye
Helyszín:Plymouth közelében, egy várban.
Idő: 1658

### Első felvonás
Helyszín:
1. kép: a vár bástyája
Esküvőre készülnek lord Walton várában. Messze földről érkezik Richard, aki most tudja meg, hogy a lányt – akinek kezét neki ígérte a kormányzó – lord Talbot fogja oltárhoz vezetni.
2. kép: Elvira szobája
Elvira nagybátyjától – Sir George-tól – tudja meg, hogy apja már nem ragaszkodik a Richarddal való házassághoz. Megengedi, hogy lord Talbot hitvese legyen.
3. kép: a vár lovagterme
A várban lelkesedéssel fogadják a bevonuló Arthurt. A kormányzó nem vehet részt lánya esküvőjén, mert a Villa Forte-i hölgyet kell a parlament elé kísérnie. Arthur pár pillanatra egyedül marad az ismeretlen hölggyel, akiben döbbenten ismeri fel a királynét. Mint a Stuartok hűséges híve elhatározza, hogy megmenti a királynét, bár szíve szerint szerelme mellett maradna. Amint együtt akarják elhagyni a termet, Richard az ellenfél állja útjukat. Nem ismeri fel a királynét, csak annyit lát, hogy vetélytársa az esküvő napján egy másik nővel akar megszökni. Richard – legnagyobb meglepetésükre – nem árulja el őket, sőt megígéri, hogy egy ideig titokban tartja a szökést. Tettét nem a nagylelkűség, hanem az a biztos tudat vezette, hogy Elvira így meggyűlöli Arthurt. Lord Walton a szökevények után indul, az otthon-maradottak pedig azt látják, hogy a nagy megrázkódtatás Elvira eszét vette.

### Második felvonás
Helyszín: a vár előcsarnoka
Elvira hol mély fájdalomba merül, hol érthetetlenül felvidul. Egy hirtelen erős megrázkódtatásra lenne szüksége hogy egyensúlya helyre álljon. Richard közben elérte, hogy lord Talbotot hazaárulónak minősítsék. Ha elfogják halál vár rá. Sir George-ot megindította  Elvira szenvedése, és a bosszúszomjas Richardot is békülésre bírja.

### Harmadik felvonás
Helyszín: egy kastély parkja a kormányzó birtokán
A  kastély parkjában, az üldözői elől menekülő lord Talbot találkozik szerelmével és elmondja, mi késztette a látszólagos hűtlenségre. Elvira lelke ismét megnyugszik, de amikor meghallják az üldözőket és Arthur menekülni akar, ismét kitör rajta a téboly. Visszatartja a lordot, sőt maga hívja a katonákat. A puritánok körülveszik a királyné megmentőjét, hogy ítélkezzenek felette. Ez újabb megrázkódtatást jelent Elvirának, aki saját magát okolja szerelme sorsáért. Az utolsó pillanatban érkeznek a parlament hírnökei a kegyelmi okirattal. Lord Talbot megmenekül, Elvira pedig meggyógyul, immár véglegesen.

## Híres részletek
- Ah! Per sempre io ti perdei- Richard áriája az I. felvonásban
- A te, o cara, amor talora- Négyes az I. felvonásból
- Qui la voce sua soave- Elvira áriája a II. felvonásban

## Diszkográfia
- Montserrat Caballé (Elvira), Alfredo Kraus (Arturo), Hamari Júlia (Enrichetta), Matteo Manuguerra (Richard) stb.; Ambrosian Operakórus, Philharmonia Zenekar, vez.: Riccardo Muti (1979) EMI 7 69663 2 8

## Külső hivatkozások
- Librettó olaszul